# John G. Kemeny

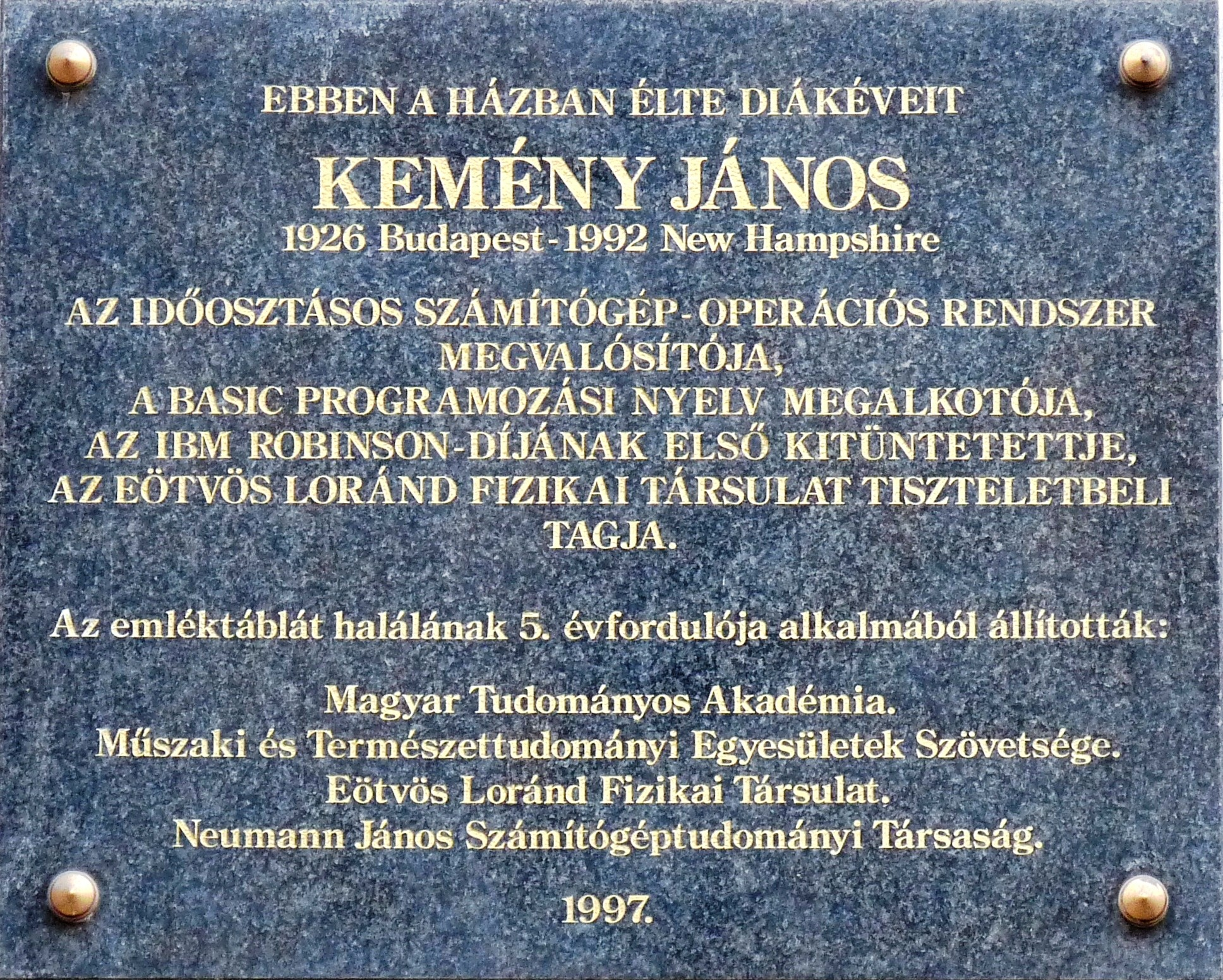
Gedenktafel an Keménys früherem Wohnhaus in Budapest

John George Kemeny (ungar. Kemény János György [ˈjaːnoʃ ˈɟørɟ ˈkɛmeːɲ], * 31. Mai 1926 in Budapest; † 26. Dezember 1992 in Etna, New Hampshire) war ein in Ungarn geborener US-amerikanischer Mathematiker. Er entwickelte mit Thomas E. Kurtz die BASIC-Programmiersprache.

## Leben
János Kemeny wurde in Budapest geboren und besuchte dort die renommierte Rácz-Primarschule. Einer seiner Schulkameraden war Nandor Balazs.
Kemenys Vater war Außenhandelskaufmann und ging 1938 in die USA und holte 1940 seine Familie nach, um der sich abzeichnenden drohenden Verfolgung der Juden durch die Nationalsozialisten zu entgehen. Kemeny verlor aber seinen Großvater und andere Verwandte im Holocaust. Kemeny ging in New York zur Schule (George Washington High School) und studierte ab 1945 Mathematik und Philosophie in Princeton, unterbrochen von einem Jahr in Los Alamos, wo er beim Manhattan-Projekt unter Richard Feynman arbeitete und auch mit John von Neumann. 1947 machte er seinen Bachelor-Abschluss in Princeton und promovierte 1949 bei Alonzo Church in mathematischer Logik (Type Theory versus Set Theory). Gleichzeitig war er noch vor dem Diplom Instructor in Princeton und war während der Arbeit an seiner Doktorarbeit mathematischer Assistent bei Albert Einstein am nahen Institute for Advanced Study. 1951 war er Assistenzprofessor (im Philosophie-Department, später auch in Mathematik) in Princeton. 1953 wurde er Professor am Dartmouth College, wo er von 1955 bis 1967 Fakultätsvorsitzender war. 1970 bis 1981 war er als Nachfolger von John Sloan Dickey Präsident des Dartmouth College, widmete sich danach aber wieder ganz der Lehre.
Mit Thomas E. Kurtz und Mary Kenneth Keller entwickelte er 1963 die Programmiersprache Basic, mit dem Ziel, Computer gewöhnlichen Leuten zugänglich zu machen (daher der Name: Beginners All Purpose Symbolic Instruction Code). Ihr erstes BASIC-Programm lief am 4. Mai 1964 und ihr Buch dazu erschien 1967. Außerdem entwickelten sie das frühe Time-Sharing-Computersystem DTSS (Dartmouth Time Sharing System), das es mehreren Benutzern gleichzeitig ermöglichte, am Computer zu arbeiten. Ihr System wurde 1965 von General Electric als Basis für ein kommerzielles Produkt verwendet. Kemeny und Kurz gründeten 1983 True Basic, um eine verbesserte Basic-Version zu vermarkten.
Kemeny ließ seine Erfahrungen mit Computern auch in den Mathematikunterricht einfließen, indem er Finite-Mathematics-Kurse einführte, mit Wahrscheinlichkeitstheorie, Logik und linearer Algebra (Matrizen). Eine Reihe bekannter Lehrbücher ging daraus hervor.
1979 war er Vorsitzender der Kommission zur Untersuchung des Reaktorunfalls in Three Mile Island.
Kemeny war seit 1968 Mitglied der American Academy of Arts and Sciences. 1984 erhielt er den Preis der New York Academy of Sciences. 1986 erhielt er die Computer Medal des IEEE. 1990 erhielt er den Louis Robinson Award. Er erhielt 21 Ehrendoktorwürden.
Er war seit 1951 verheiratet und hatte zwei Kinder.

## Schriften
- mit J. Laurie Snell & Gerald L. Thompson: Introduction to finite mathematics. 1957, 1960, 1962.
- mit J. Laurie Snell: Mathematical Models in the social sciences. Boston, Ginn 1962, MIT Press 1972.
- mit J. Laurie Snell und Gerald L. Thompson: Finite Mathematical structures. 1959.
- A philosopher looks at science. 1959.
- mit J. Laurie Snell & Anthony W. Knapp: Denumerable Markov Chains. 1966